# Khashaat
Le sum de Khashaat (mongol : ᠬᠠᠰᠢᠶ᠋ᠠᠲᠤ
ᠰᠤᠮᠤ, cyrillique : Хашаат сум, MNS : Khashaat sum) est situé dans l'aïmag (ligue ou province) d'Arkhangai, au Centre ouest de la Mongolie.